# Edison Chará
Edison Hipólito Chará Lucumí (Padilla, Cauca, 2 de octubre de 1980-Cali, 19 de octubre de 2011) fue un futbolista colombiano. Jugaba de delantero y su último equipo fue el Dalian Aerbin de la China League One (segunda división de la República Popular China).

## Trayectoria
Era un jugador muy experimentado. Tuvo buenas y malas campañas. 
Es recordado en parte porque en el año 2006 protagonizó  un bochornoso episodio jugando con la camiseta del Cienciano. El jugador intentó hacer varias jugadas individuales entre las cuales una rabona en ataque mientras su equipo estaba perdiendo, lo cual ocasionó que el aquel entonces  entrenador Julio César Uribe lo criticara duramente  en los camerinos usando tonos vulgares y del todo irrespetuosos.
El año 2007 se iría al Sporting Cristal, uno de los goles más recordados fue ante su ex club Cienciano en el estadio "Alberto Gallardo". Una de sus últimas participaciones en el fútbol peruano fue con el Juan Aurich de Chiclayo, equipo en el que tuvo un buen desempeño hasta que a finales de septiembre de 2009 contrajo una grave lesión por una falta que lo alejó del resto del campeonato. Tras recuperarse totalmente, a finales de junio del año siguiente fichó por el Deportivo Pereira de su país natal. 
En febrero de 2011, retornó al Perú para fichar por el recién ascendido Unión Comercio de Nueva Cajamarca. En su nuevo equipo sólo llegó a jugar un partido dado que un mes después –el 23 de marzo– fue anunciada su incorporación al Dalian Aerbin de la Segunda División de China.

## Muerte
La noche del 18 de octubre de 2011, Chará, quien se encontraba con algunos de sus amigos jugando póker en Puerto Tejada, Cauca, recibió varios disparos de un grupo de narcos encapuchados. El futbolista fue llevado al hospital local, de donde fue remitido a la clínica Valle de Lilí de Cali, donde murió a las 5:00 a. m. del 19 de octubre.

## Clubes
| Club                 | País     | Año         |
| -------------------- | -------- | ----------- |
| Deportivo Pereira    | Colombia | 2001        |
| Deportivo Cali       | Colombia | 2001        |
| Atlético Huila       | Colombia | 2002        |
| Deportivo Cali       | Colombia | 2003        |
| Montevideo Wanderers | Uruguay  | 2004        |
| América de Cali      | Colombia | 2005        |
| Once Caldas          | Colombia | 2005 - 2006 |
| Cienciano            | Perú     | 2006        |
| Sporting Cristal     | Perú     | 2007        |
| Once Caldas          | Colombia | 2008        |
| Juan Aurich          | Perú     | 2008 - 2009 |
| Deportivo Pereira    | Colombia | 2010        |
| Unión Comercio       | Perú     | 2011        |
| Dalian Aerbin        | China    | 2011        |

## Anexos
- Anexo:Futbolistas fallecidos en activo